# Simhopp vid olympiska sommarspelen 1908
Simhoppningen vid olympiska sommarspelen 1908 i London bestod av två grenar och hölls mellan den 14 och 24 juli 1908 i Northampton Institute. Antalet deltagare var 39 tävlande från 9 länder.

## Medaljfördelning
| Pl.    | Nation   | Guld | Silver | Brons | Totalt |
| ------ | -------- | ---- | ------ | ----- | ------ |
| 1      | Tyskland | 1    | 1      | 1     | 3      |
| 1      | Sverige  | 1    | 1      | 1     | 3      |
| 3      | USA      | 0    | 0      | 1     | 1      |
|        |          |      |        |       |        |
| Totalt | Totalt   | 2    | 2      | 3     | 7      |

## Medaljörer

### Herrar
| Gren                            | Guld                    | Silver               | Brons                 |
| Herrarnas svikthopp Detaljer... | Albert Zürner (GER)     | Kurt Behrens (GER)   | George Gaidzik (USA)  |
| Herrarnas svikthopp Detaljer... | Albert Zürner (GER)     | Kurt Behrens (GER)   | Gottlob Walz (GER)    |
| Herrarnas höga hopp Detaljer... | Hjalmar Johansson (SWE) | Karl Malmström (SWE) | Arvid Spångberg (SWE) |

## Deltagande nationer
Totalt deltog 39 simhoppare från 9 länder vid de olympiska spelen 1908 i London.
- Australasien (1)
- Belgien (1)
- Kanada (1)
- Finland (2)
- Tyskland (5)
- Storbritannien (16)
- Italien (1)
- Sverige (10)
- USA (2)